# Ізотов Едуард Костянтинович
Едуард Костянтинович Ізотов (нар. 11 листопада 1936 — пом. 8 березня 2003) — радянський актор театру і кіно. Заслужений артист Російської Федерації (1999).

## Біографія
Едуард Ізотов народився 11 листопада 1936 року в Суразькому районі Вітебської області Білоруської РСР в сім'ї військовослужбовця. Батько — Ізотов Костянтин Йосипович (1905—1968), мати — Ізотова Ганна Йосипівна.
У 1954 році Едуард Ізотов вступив на акторський факультет ВДІКу, який закінчив у 1959 році (майстерня Володимира Бєлокурова).
Дебютом Едуарда Ізотова в кіно стала зіграна ним головна роль Чаликова у фільмі «У степовій тиші» (1959) режисера Сергія Казакова.
Найяскравішою роботою актора, що принесла йому всенародну популярність і любов глядачів, виявилася роль Івана у фільмі «Морозко» (1964) режисера Олександра Роу..
Ще близько двадцяти років після цієї ролі Едуард Ізотов активно знімався в кіно, але в 1983 році трапилася біда: разом з дружиною, Іриною Ладиженською, він був затриманий у кафе «Ліра» на Пушкінській площі в центрі Москви при здійсненні валютної операції — обмін невеликої суми доларів на рублі (не вистачало грошей на добудову дачі). В ті часи за Кримінальним кодексом мінімальний термін за «валютні махінації» становив три роки. Незважаючи на клопотання відомих акторів — Марини Ладиніної, Олега Стриженова, Людмили Хитяєвої, Миколи Рибникова, Алли Ларіонової, Тетяни Конюхової, Інги Будкевич, Лариси Лужиної — Ізотов і Ладиженська отримали тюремний термін.
Трирічне перебування в ув'язненні негативно вплинуло на психіку і здоров'я актора. Вже в 1988 році стався перший інсульт, а потім вони пішли один за іншим (всього їх було п'ять). Ізотов продовжував працювати в Театрі кіноактора, але в 1997 році, після четвертого інсульту, він став втрачати пам'ять і забувати текст. Тому з творчістю довелося попрощатися. Після
цього послідувала низка операцій (гроші на них давали друзі — Борис Хмельницький, Сергій Никоненко, Олександр Панкратов-Чорний, Олександр Абдулов). Хвороба прогресувала; Ізотов вже не міг самостійно пересуватися, насилу говорив, періодично не впізнавав близьких. Останні півроку життя він провів у закритому психоневрологічному пансіонаті.
8 березня 2003 року актор помер у московській лікарні. Похований на Хімкинському кладовищі в Підмосков'ї.

### Родина
Першою дружиною Едуарда Ізотова з 1956 по 1980 роки була його однокурсниця — відома радянська і російська актриса театру і кіно Інга Будкевич, яка відома своїми ролями у фільмах-казках Олександра Роу «Вогонь, вода і… мідні труби» та «Варвара-краса, довга коса», а також комедії Максима Руфа «Сварка в Лукашах».
Дочка від шлюбу з Інгою Будкевич — відома радянська і російська акторка кіно Вероніка Ізотова (народилася в 1960 році).
Внучка — Діна Бубенцова (нар.. 1984).
Друга дружина — Ірина Борисівна Ладиженська (1939 — 4 березня 2018 року), з 1962 по 1986 роки — редактор кіножурналу «Фітіль», з 1986 по 1992 роки — заступник художнього керівника Театру Кіноактора, а з 1993 року її діяльність була присвячена Фестивальному руху.

### Робота в театрі
Державний театр кіноактора:
- «Цілуй мене, Кет!», постановка режисера Давида Ливньова — Фред
- «Лихо з розуму», постановка режисера Е. Гараніна — полковник Скалозуб

## Фільмографія

### Акторські роботи
- 1959 — «У степовій тиші» —  Чалик
- 1960 — «Сильніше урагану» —  Євген Морозенко
- 1961 — «Перші випробування» —  Андрій Лобанович  (головна роль)
- 1962 — «Звільнення на берег» —  Борис, однокурсник Жені
- 1962 — «Привіт, діти!» —  піонервожатий
- 1964 — «Морозко» —  Іван
- 1965 — «26 бакинських комісарів» —  Іван Васильович Малигін
- 1967 — «Людина в зеленій рукавичці» —  Федір Ковелло
- 1968 — «Щит і меч»
- 1968 — «Вогонь, вода та... мідні труби» —  гармоніст
- 1969 — «Ехо далеких снігів»
- 1970 — "Звільнення. Вогняна дуга "-  Олексій Берест
- 1970 — «Морський характер» —  Гущин
- 1970 — «Море у вогні» —  епізод
- 1971 — «Кінець Любавіних» —  Гринька
- 1971 — «Конкурс триває» — Йоганн Себастьян Бах
- 1971 — «За річкою — межа» —  капітан Олександр Долгов
- 1972 — "Звільнення. Останній штурм "-  Олексій Берест
- 1973 — «Людина в штатському»
- 1973 — «Сімнадцять миттєвостей весни» —  ад'ютант Гітлера
- 1974 — «Велике протистояння» —  Арсеній Валер'янович
- 1976 — «Дивитися в очі»
- 1976 — «Слово для захисту» —  Аркадій Степанович
- 1977 — «Міміно» —  Володимир Миколайович, командир екіпажу
- 1978 — «Ралі» —  керівник групи
- 1978 — «Отець Сергій» —  адвокат на Масниці
- 1979 — «Поема про крила» —  підданий царя
- 1980 — «Служачи Батьківщині» —  Драймонд
- 1981 — «Фронт в тилу ворога» —  член Ставки
- 1984 — «Час бажань» —  Олег Іванович, начальник Лобанова
- 1986 — «Випробувачі» —  режисер
- 1990 — «Арбатський мотив» — гість, що оглядає квартиру

### Документальне кіно
- 1983 — «Георгій Мілляр» — Едуард Ізотов

### Озвучення
- 1960 — «Капітан» —  Рінальдо
- 1962 — «Королева Шантеклера» —  Федеріко де ла Торре
- 1962 — «300 спартанців» —  Гідарн
- 1963 — «Людина з Ріо» —  професор Каталан
- 1964 — «Вінету - вождь апачів» —  Діксон
- 1966 — «Самозванець з гітарою» —  композитор
- 1966 — «Анжеліка і король» —  Ракоці
- 1973 — «Тривала розплата» —  Занджір
- 1973 — «Вершник без голови» — Моріс Джеральд
- 1978 — «Дізнання пілота Піркса» —  1-й пілот Джон Калдер
- 1978 — «Смерть на Нілі» —  Ендрю Пеннінгтон
- 1979 — «Китайський синдром»
- 1979 — «Ритми пісень» —  Сарга
- 1980 — «Абдулла» —  офіцер
- 1981 — «Невдахи» —  КОСТАЛ, капітан поліції
- 1982 — «Ганді»
- 1982 — «Любовний недуга» —  Вікрам Сингх
- 1982 — «Тисяча мільярдів доларів»
- 1987 — «Містер Індія» —  містер Уолкотт, Теджена
- 1987 — «Танцюй, танцюй» —  пан Сінгх
- 1988 — «Вирок» —  Рандхір Сінгх